# Valův mlýn
Valův mlýn v Horních Kounicích v okrese Znojmo je vodní mlýn, který stojí na pravém břehu řeky Rokytná severně od obce Horní Kounice ve směru na Rešice. Od roku 2016 je chráněn jako nemovitá kulturní památka České republiky. Předmětem památkové ochrany je mlýnice s obytnou částí, hospodářské křídlo, pila a vodní náhon. Patří mezi technické památky.

## Historie
Mlýn pochází pravděpodobně z přelomu 18. a 19. století.

## Popis

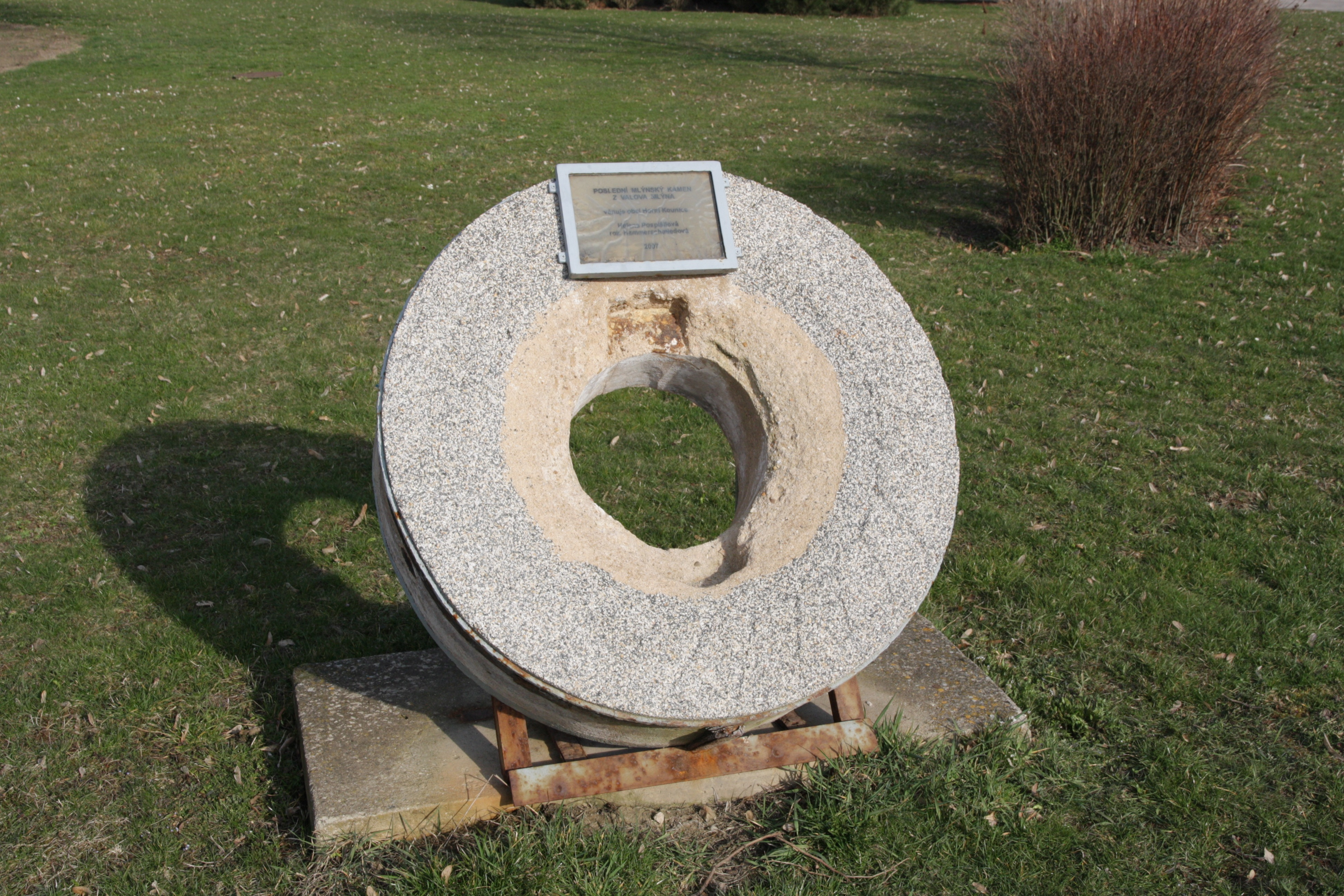
Dochovaný mlýnský kámen

Mlýn je od jihu z Horních Kounic a ze severu od Rešic přístupný polními a lesními cestami, které překonávají strmý terén příkrých úbočí údolí. Hlavní mlýnská a obytná budova je orientovaná od severovýchodu k jihozápadu. Výrobní budova s přístavkem lednice s vodním kolem stojí na severovýchodní straně a má k jihovýchodu vysunuté mladší technické a obytné křídlo s přístavkem skladu. Na severozápadní straně se nachází dlouhé hospodářské stavení se dvěma příčně vybíhajícími krátkými křídly. Na jihozápadě je do svahu vsazený venkovní přístřešek kolny, na který navazuje sklep a tarasní zdi; tyto zdi zpevňují svažitý terén nad mlýnem. Vodní kolo kryla stavební konstrukce, na niž nárožím přiléhala pila pod dřevěnou trámovou konstrukcí na kamenném základu.
Voda na vodní kolo vedla náhonem od jezu. K roku 1930 je u mlýna uváděna elektrárna a pila. V tomto roce měl mlýn 3 kola na vrchní vodu (spád 3,79 / 3,79 / 3,85 m, výkon 16,83 HP).